# 黑姆斯巴赫
黑姆斯巴赫（德語：Hemsbach，發音：[ˈhɛmsˌbax] ⓘ）是德国巴登-符腾堡州卡尔斯鲁厄行政区莱茵-内卡县的城市，面积12.85平方千米，2023年12月31日人口为11,884人。